# Laurynas Bareiša
Pour les articles homonymes, voir Bareiša et Bareisa.
Laurynas Bareiša, né le 26 février 1988 à Kaunas (Lituanie), est un réalisateur, directeur de la photographie, scénariste et monteur lituanien.

## Biographie
Laurynas Bareiša étudie les mathématiques appliquées à l'université de Kaunas et la cinématographie de l'Académie lituanienne de musique et de théâtre. En 2016, il termine ses études avec un master en réalisation cinématographique. Son premier court métrage, Dembava, figure dans l'un des Top 5 de Cineuropa 2014. En 2014, avec la productrice Klementina Remeikaite, il fonde la société de production cinématographique "afterschool", avec laquelle il produit et réalise les courts métrages The Camel (San Sebastian, 2016), By the Pool (Venise, 2017) et Kaukazas (Locarno, 2018). En 2017, il est directeur de la photographie dans le long métrage Summer Survivors réalisé par Marija Kavtaradze (Festival international du film de Toronto, 2018).
Son film Piligrimai (2021) remporte le prix du meilleur film Venice Horizons au festival international du film de Venise 2021.

## Filmographie partielle

### Au cinéma
- 2013 : Youngblood de Marija Kavtaradze : directeur de la photographie (court-métrage)
- 2014 : Dembava :  réalisateur (court-métrage)
- 2014 : Man Dvim Keli : directeur de la photographie (court-métrage)
- 2016 : The Camel : monteur, réalisateur, scénariste (court-métrage)
- 2017 : By the Pool : réalisateur (court-métrage)
- 2018 : Gyvate : directeur de la photographie, monteur (court-métrage)
- 2018 : Kaukazas : scénariste, réalisateur (court-métrage)
- 2018 : Summer Survivors de Marija Kavtaradze : directeur de la photographie
- 2019 : Community Gardens : monteur (court-métrage)
- 2019 : When Children Come Home : monteur (court-métrage)
- 2020 : Atkurimas : monteur, réalisateur, directeur de la photographie, scénariste (court-métrage)
- 2020 : Miegamasis rajonas : monteur (court-métrage)
- 2021 : Piligrimai : monteur, réalisateur, scénariste
- 2023 : Slow de Marija Kavtaradze : directeur de la photographie
- 2024 : Seses : réalisateur

## Récompenses et distinctions
- Prix Orizzonti du meilleur film à la Mostra de Venise 2021 pour Piligrimai
- Festival international du film de Locarno 2024 : Léopard de la meilleure réalisation pour Seses